# 13207 Tamagawa
13207 Tamagawa este un asteroid din centura principală de asteroizi.

## Descriere
13207 Tamagawa este un asteroid din centura principală de asteroizi. A fost descoperit pe 10 aprilie 1997 la Kuma Kogen de Akimasa Nakamura. Asteroidul prezintă o orbită caracterizată de o semiaxă mare de 2,29 ua, o excentricitate de 0,08 și o înclinație de 4,9° în raport cu ecliptica.